# Eso no puede pasar aquí
Eso no puede pasar aquí (It Can't Happen Here) es una sátira política distópica del autor Sinclair Lewis de 1935, cuya trama es la llegada al poder de un nuevo presidente que va a crear un estado fascista en los Estados Unidos en crisis tras el crac del 29. En 1936 se estrenó una versión adaptada para el teatro por Lewis y John C. Moffitt llevada al público en decenas de ciudades por la agencia estatal Proyecto de Teatro Federal (FTP).
Publicada en pleno auge de líderes como Hitler o Mussolini en Europa, la novela describe la elección del ficticio senador populista Berzelius "Buzz" Windrip como presidente con la promesa de impulsar reformas tanto económicas como sociales drásticas y, al mismo tiempo, la vuelta o retorno al patriotismo y valores tradicionales para así alcanzar la paz social. Después de su elección, Windrip toma el control total del gobierno e impone un régimen totalitario con la ayuda de una fuerza paramilitar implacable como las SS nazis. La trama de la novela se centra en la oposición al nuevo régimen por parte del periodista Doremus Jessup.
Críticos literarios contemporáneos y posteriores han subrayado el parecido con el político estatal de Luisiana Huey Long, que se estaba preparando para postularse para presidente en las Elecciones presidenciales de Estados Unidos de 1936 cuando fue asesinado en 1935, poco antes de la aparición de la novela.
La novela se publicó durante el apogeo del fascismo en Europa, del que informó Dorothy Thompson, la esposa de Lewis. La novela describe el ascenso de Berzelius "Buzz" Windrip, un demagogo que es elegido presidente de los Estados Unidos, luego de fomentar el miedo y prometer drásticas reformas económicas y sociales al tiempo que promueve un retorno al patriotismo y los valores "tradicionales". Después de su elección, Windrip toma el control total del gobierno e impone un gobierno totalitario con la ayuda de una fuerza paramilitar despiadada, al estilo de fascistas europeos como Adolf Hitler y Benito Mussolini. La trama de la novela se centra en la oposición del periodista Doremus Jessup al nuevo régimen y su posterior lucha contra él como parte de una rebelión liberal.

## Trama
El presidente Franklin D. Roosevelt pierde las elecciones presidenciales de Estados Unidos, y el senador Berzelius «Buzz» Windrip, con un discurso basado en el miedo y en prometer reformas económicas y sociales drásticas, en el rechazo al extranjero o a valores no tradicionales. 
Windrip llega a la Convención del Partido Demócrata como un outsider, pero se impone a los otros precandidatos gracias a sus habilidades sociales y a una retórica incendiaria cuyos temas principales son la reparación de las supuestas humillaciones históricas a las que se habría sometido a las clases bajas del país, la lucha contra el desempleo y la expulsión de los inmigrantes; su programa es el de la restitución de una moralidad estadounidense supuestamente puesta en peligro por la obtención de derechos por parte de las mujeres, la organización sindical de los trabajadores y la reducción de los presupuestos militares. Su lema es «Los Estados Unidos en primer lugar» (American first).

## Cultura popular
- El creador y guionista Kenneth Johnson, llevó a la cadena de televisión NBC un guion titulado Storm Warnings para hacer una nueva serie que adaptaba la novela de Lewis a la Guerra Fría de Ronald Reagan a comienzos de los años ochenta. Fue rechazado pero daría origen posteriormente a la serie de televisión V (1983).[3]
- Diversos críticos en periódicos como The New York Times, El País o The Guardian, han comparado al senador Windrip de la novela con el presidente Trump, al presentarse como un candidato fuera de la política habitual, con dotes sociales y preocupado por el empleo o la pérdida de prestigio nacional, pero machista, xenófobo y autoritario.[4][5][6]